# Lollipocladia tiburoni
Lollipocladia tiburoni är en svampdjursart som beskrevs av Jean Vacelet 2008. Lollipocladia tiburoni ingår i släktet Lollipocladia och familjen Cladorhizidae. Inga underarter finns listade i Catalogue of Life.